# Paul McGrath Benito
Paul McGrath Benito   (Barcelona, 7 de març de 2002) és un atleta català que competeix en la modalitat de marxa. Va ser medalla de plata al Campionat d'Europa d'Atletisme de 2024. Ha nascut i crescut a Barcelona, de mare espanyola, pare escocès i avis irlandesos.

## Trajectòria
Va guanyar el Campionat d'Europa sub-20 d'atletisme 2021 a Tallinn en la marxa de 10 km. Va acabar tercer als Campionats del Món d'Atletisme sub-20 de 2021 a Nairobi en la marxa de 10 km. Va quedar tercer en la marxa de 20 km el 13 de febrer de 2022 al Campionat d'Espanya sènior de Pamplona. Va guanyar l'or al Campionat d'Europa sub-23 d'atletisme de 2023 a Espoo en la marxa de 20 km.
L'abril de 2024, va guanyar el títol nacional espanyol en la cursa de 20 km a marxa, marcant un millor temps personal d'1:17:55 a Saragossa, una marca que el va situar tercer a la llista espanyola de tots els temps. Va ser medalla de plata al Campionat d'Europa d'Atletisme de 2024 a Roma el juny de 2024 Va ser un dels esportistes dels Països Catalans als Jocs Olímpics d'Estiu de 2024, seleccionat oficialment per als Jocs el juliol de 2024. En la prova de 20 km marxa, va arribar 17è a meta, amb un temps de 1:20:32; a 1:37 del campió olímpic Brian Daniel Pintado.